# Diplazon quadricinctus
Diplazon quadricinctus là một loài tò vò trong họ Ichneumonidae.